# Pere Balañà i Bonvehí
Pere Balañà i Bonvehí (Barcelona, 1925 - 1995) va ser un director de cinema i realitzador de televisió català. Va promoure els estudis Kine a Sants (1965) i la productora Pro Filme. El seu oncle fou el promotor d'espectacles taurins i propietari d'un conjunt de cinemes Pere Balañà i Espinós.

## Carrera professional
Pere Balañà s'inicià al teatre on fou actor i director al TEU. Entre 1953 i 1954 formà part del col·lectiu La gente joven del cine amateur, que va fundar amb Jordi Feliu, Jordi Juyol i Sergi Schaaf. Rodà diversos curtmetratges com El de rejones o Entrevías. Va participar en la coproducció Hispano-francesa El casco blanco (1960), però va signar amb el pseudònim Pedro B. Bonvehí. Reparación a domicilio, Una limosna probarracas de San Casimiro i Un día más foren els següents curtmetratges que realitzà. Després d'aquests projectes rodà el llargmetratge El último sàbado (1966). L'any 1965 va promoure els estudis Kine. Treballà a TVE fins a l'any 1971. Una vegada finalitzada aquesta etapa, Balañà va treballar com enginyer industrial, material per la qual s'havia format anys abans.

## Obra
Film
- El último sábado (1960, 2010 reedició en DVD)[4]

Televisió
- Ayer, hoy y mañana
- Hoy es noticia
- Investigación en marcha
- Manos al volante
- Mare Nostrum
- Mundo insólito
- L'estatut (1977): Imatges de la primera assemblea dels parlamentaris catalans i de la primera reunió de la permanent a la seu del Parlament de Catalunya. Reivindicació de l'Estatut d'Autonomia.[5]
- Barcelona és de tots (1980)